# Renée Toft Simonsen
Renée Toft Simonsen, född den 12 maj 1965 i Randers i Danmark, är en dansk författare som på 1980-talet var en av de mest framgångsrika fotomodellerna i världen.

## Modellkarriär
Simonsen är född I Randers och växte upp i Århus där hon som 15-åring blev upptäckt när hon arbetade i kassan i en butik.  Som 16-åring vann hon en dansk modelltävling anordnad av kvällstidningen Ekstra Bladet och blev därigenom uttagen till att representera Danmark i den internationella tävlingen Face of the Eighties, anordnad av modellagenturen Ford Models.  Simonsen vann Face of the Eighties och blev därefter Eileen Fords skyddsling. Som 17-åring flyttade Simonsen på uppmaning av Ford till New York, där hon snabbt fick stora modelluppdrag. Under det första året i New York bodde Simonsen hemma hos Eileen Ford och hennes make.  Detta var ett villkor från Simonsens mamma, som var tveksam till att låta dottern flytta så långt hemifrån på egen hand. 
Simonsen arbetade som internationell fotomodell i sammanlagt sex år och var en av de mest igenkända och framgångsrika modellerna under 1980-talet. Hon var bland annat omslagsmodell på tidningen Vogue fem gånger , syntes på internationella modetidningar över hela världen, och medverkade i flera stora reklamfilmer. Simonsen var även på omslaget till Roxy Musics album The Atlantic Years. 
1989 slutade Simonsen som fotomodell eftersom hon hade börjat utveckla stress och ångest av modellvärlden.  Hon flyttade tillbaka till Danmark samma år och började så småningom studera till psykolog vid Århus universitet.

## Författarkarriär
Simonsen debuterade som författare 2003. Hon skriver främst barn- och ungdomsböcker.  Flera av hennes böcker har filmatiserats.

## Privatliv
Mellan 1985 och 1989 var Simonsen i ett förhållande med Duran Durans basist John Taylor. Paret bodde tillsammans i New York.    Mellan 1990 och 1995 var Simonsen gift med Kristian Sandvad. Paret fick två barn tillsammans, varav dottern Ulrikke Sandvad idag arbetar som fotomodell. Simonsen är numera gift med den danske musikern Thomas Helmig sedan slutet av 1990-talet. 